# Yokosuka E5Y
Yokosuka E5Y (Морской разведывательный гидросамолёт Тип 90-3) — серийный разведывательный гидросамолёт Императорского флота Японии периода 1920-1930-х годов.

## История создания
В 1928 году Императорский флот Японии сформировал техническое задание на разработку новых разведывательных гидросамолётов дальнего и ближнего действия, для замены устаревших Yokosuka E1Y и Nakajima E2N соответственно.
Фирма «Aichi» взяла за основу немецкий самолёт Heinkel HD 28. Этот цельнометаллический самолёт имел массу 4 тонны, а двигатель Lorraine 18F Sirius был недоработан. Поэтому флот отклонил этот проект.
Арсенал флота в Йокосуке решил модернизировать E1Y2. Каркас фюзеляжа был изменен на металлический, каркас крыла остался деревянным. На самолёте был установлен двигатель Bristol Jupiter VIII, лицензионное производство которого наладила фирма Nakajima. Самолёт был вооружен четырьмя 7,7-мм пулемётами: двумя неподвижными синхронными передними, одним на турели в задней кабине, и одним-в нижнем люке. Самолёт мог нести до 250 кг бомб.
В 1931 году самолёт был принят на вооружение под названием Морской разведывательный гидросамолёт Тип 90-3 (или E5Y1). Машины производили на заводах фирмы Kawanishi. В 1931 году было построено 5 машин, в 1932 — ещё 12. Но флот разочаровался в новом самолёте, который ни в чём не превосходил E1Y2, но имел меньшую дальность и худшую управляемость.
На фирме «Kawanishi» модифицировали самолет, установив двигатель Hiro Type 91-1 мощностью 620 л.с. Самолёт получил обозначение E5K. Было построено 17 машин. Но замена двигателя не улучшила лётные характеристики, и флот заказал фирме Aichi выпуск модифицированного самолёта E1Y3.

## Эксплуатация
Самолеты E5Y размещались на линкорах Хюга, Исе, Фусо и Ямасиро, а также на гидропланном авианосце Ноторо. Они приняли участие в Шанхайском инциденте 1932 года. Их действия были разрекламированы японской прессой, в частности, присутствие в Китае двух самолётов, построенных на частные пожертвования. Но скоро эти самолёты были выведены из боевых частей.

## ТТХ

### Технические характеристики
- Экипаж: 3
- Длина: 10,81 м
- Размах крыла: 14,46 м
- Высота: 4,74 м
- Площадь крыла: 55,00 м²
- Профиль крыла:
- Масса пустого: 1 800 кг
- Масса снаряженного: 3 000 кг
- Нормальная взлетная масса:
- Максимальная взлетная масса:
- Двигатель Bristol Jupiter IX (Hiro Type 91)
- Мощность: 1 x 480 (500) л.с.[1]

### Лётные характеристики
- Максимальная скорость: 175 км/ч
  - у земли:
  - на высоте м:
- Крейсерская скорость: 127 км/ч
- Практическая дальность:  км
- Практический потолок: 4 050 м
- Скороподъёмность: 90 м/мин
- Нагрузка на крыло: кг/м²[1]

### Вооружение
- Пушечно-пулемётное:
  - 2 х передних 7.7-мм пулемета, 1 х 7.7-мм пулемет на подвижной турели в задней кабине и один такой же в подфюзеляжной турели
- Бомбовая нагрузка: 2 х 125-кг или 3 х 60-кг бомбы.[1]